# Tom Meighan
Tom Meighan (né Thomas Peter Meighan le 11 janvier 1981 à Leicester au Royaume-Uni) était le chanteur principal du groupe britannique de rock alternatif Kasabian. Il est également connu pour ses frasques en soirées, son comportement provocateur et est un fervent supporter du club de football de Leicester City. Il participe à des actions caritatives pour l'Oxfam, l'UNICEF et le Teenage Cancer Trust.

## Biographie

### Le chanteur
Tom Meighan fréquente les raves durant son adolescence avec ses amis d'enfance et futurs membres du groupe Sergio Pizzorno et Christopher Edwards. Il est le chanteur principal de Kasabian depuis la formation du groupe en 1999 à Leicester. Il ne pratique que de façon éphémère la guitare et le tambourin au sein du groupe.
Il chante également quelques chansons avec d'autres groupes telles que Viva La Revolution de Superevolver, Ghosts on Crusade de Lysergic Suite, She Came Back de Jersey Budd ou Count Me In de Dark Horses. Il accompagne d'ailleurs le groupe lorsqu'ils font la première partie de Kasabian sur la tournée West Ryder Tour.
En plus des nombreuses récompenses musicales qu'il a eues avec Kasabian, il est aussi élu « 19e meilleur frontman de tous les temps » par les lecteurs du Q en 2010 et « 13e meilleur frontman de tous les temps » par les auditeurs de Xfm en 2012. Quand il évoque son métier, il dit qu'il « ne sait rien faire d'autre. Il n'y a vraiment rien d'autre que j'ai jamais voulu faire. Rien de rien. C'est une chose dont j'ai envie depuis l'âge de quatre ans, ce qui explique pourquoi je suis là ».

### L'acteur
Tom Meighan fait ses débuts d'acteur dans la série Walk Line a Panther où il incarne Terry Graham. Il aurait dû participer au film historique Marie-Antoinette de Sofia Coppola mais il dut refuser par engagement pour son groupe.

## Relations avec les médias
Dès le début de sa carrière, Tom Meighan est réputé pour sa provocation dans les médias, notamment envers d'autres musiciens, et ses insultes. Il dit ainsi de Julian Casablancas que c'est « un putain de skieur snob », de Pete Doherty que c'est un « clochard » et de Justin Timberlake que c'est « un nain avec des moustaches ». Lorsqu'il évoque l'emo et le monde qu'il y a autour, il dit « que les ados valent mieux que ça. Je veux leur dire qu'il faut être positif dans la vie. Vous avez été bien élevés par vos parents, alors ne restez pas cloitrés dans votre chambre à vous taillader les poignets. Grandissez ». Il a aussi émis de vives critiques à propos des effets de l'internet sur l'industrie musicale en disant que « ça a tué les stars du rock ». Il est également l'une des nombreuses célébrités qui a critiqué Simon Cowell, le juré de Britain's Got Talent car il considère que le producteur manipule Susan Boyle. « Cela va la torturer pour le restant de sa vie. Elle n'est pas prête pour ça et elle n'est pas faite pour ça. Elle est manipulée, c'est horrible ».

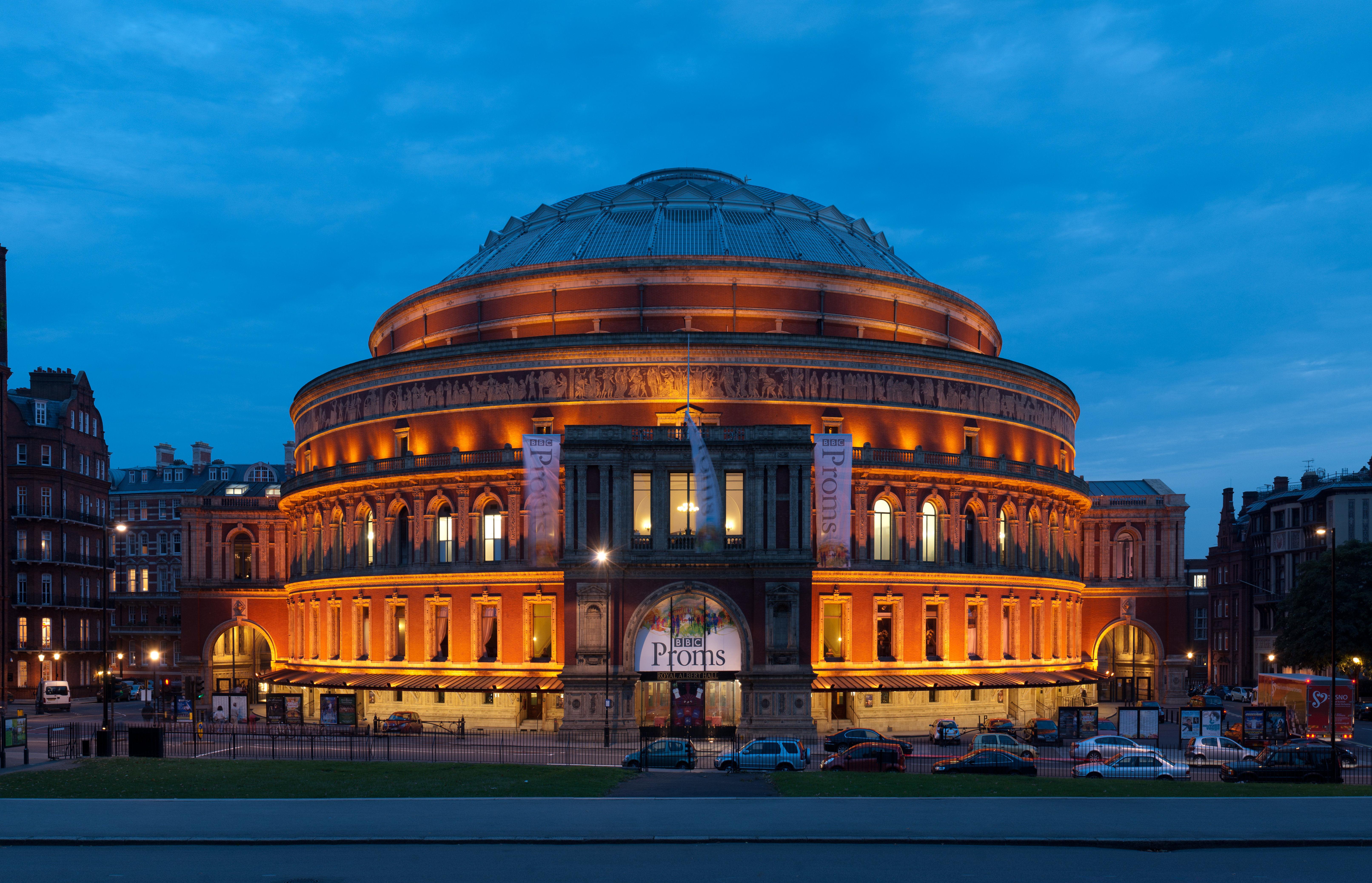
Le Royal Albert Hall, à Londres, a accueilli le concert Quadrophenia organisé par The Who le 30 mars 2010 et auquel Tom Meighan a participé.

En 2009, Tom Meighan tente d'améliorer son image. Il estime d'ailleurs que « quand ils ont publié leur premier album, tirer sur tout le monde lors des interviews n'était pas ce qu'il y avait de mieux à faire. Nous voulions juste embêter notre monde, nous prenions du plaisir mais tout le monde le prenait un peu trop au sérieux... Nous ne le faisions pas volontairement mais nous avons ensuite été considérés comme des monstres à la place de simples gars dans un groupe. Ce qui est faux. Je ne regrette aucune chose que nous ayons pu dire mais c'était ridicule ». Mais son franc-parler, ses pitreries sur scène et sa réputation de gros fêtard ne plaident pas pour sa cause.
En revanche, il soutient plusieurs œuvres caritatives telles que l'Oxfam, l'UNICEF ou le Teenage Cancer Trust, qui lutte contre les cancers chez les adolescents. Pour cette dernière, il participe au concert Quadrophenia organisé par The Who au Royal Albert Hall le 30 mars 2010 et incarne Ace Face pour l'occasion.
Son statut d'icône à la mode et de célèbre supporter de football lui vaut le droit de révéler le maillot extérieur de l'équipe d'Angleterre de football en 2010 pour la marque Umbro, devenant le premier chanteur à occuper ce rôle. Il a aussi défilé pour Pretty Green, Gio-Goi et Deadly Sins.

## Vie privée
Tom Meighan devient père pour la première fois en mai 2012 d'une petite fille nommée Mimi Malone, qu'il a eue avec sa compagne Kim.
Il est allé au Countesthorpe Community College dans le Leicestershire et est un supporter du Leicester City Football Club.
Le 6 juillet 2020, le groupe Kasabian annonce le départ de Tom Meighan du groupe. Ce dernier est jugé coupable d'agression envers son ex-fiancée Vikki Ager. Tom Meighan plaide coupable le 7 juillet 2020, et écope d'une peine de 200 heures de travaux d'intérêts généraux. 